# Pelantaro
Pelantaro (du mapudungun pelontraru : « caracara lumineux », composé de pelon, lumineux, et de traru, caracara) était un vice-toqui (chef militaire) mapuche. 
Originaire de la région de Purén, passé maître dans le maniement de la cavalerie militaire, il se mit à la tête, en 1598, de la deuxième rébellion mapuche et fut, avec ses lieutenants Anganamón et Guaiquimilla, à l’origine de la mort du gouverneur espagnol Martín García Óñez de Loyola, pendant la bataille de Curalaba, le 23 décembre 1598.

## Batalla de Curalaba
Cette bataille, que les Espagnols baptiseront « le Désastre de Curalaba », cinquante Espagnols en effet y laissant la vie, en plus du gouverneur du Chili lui-même, permit à Pelantaru de s’auréoler de suffisamment de prestige pour convoquer toutes les tribus mapuches, de les placer sous son commandement et de déclencher un soulèvement général de tous les indigènes associés au peuple mapuche, lesquels, mettant à profit leur supériorité militaire, entreprirent de détruire la presque totalité des implantations espagnoles au sud du fleuve  Biobío, hormis l’île de Chiloé, qui fut ravagée par des flibustiers hollandais. Ainsi la ville de Valdivia fut incendiée, les bourgs d’Angol et de La Imperial se dépeuplèrent et Villarrica fut détruite et tomba dans l’oubli pour 283 ans, jusqu’à ce que l’armée de l’État chilien n’en découvre les ruines envahies par la selve ; les villes fondées par les Espagnols sur le territoire ne seront pas reconstruites avant la conquête de l’Araucanie dans la deuxième moitié du XIXe siècle. Le 8 avril 1598, les Mapuches attaquèrent le fort de Boroa. 

« [...] Anganamon et Pelantaro ne tardèrent pas à venir avec quatre mille hommes de Purén et avec ceux qui se joignirent à eux de La Imperial [...] . Ils réussirent à prendre en embuscade le corregidor de La Imperial, Andrés Valiente, et à lui donner la mort, en même temps qu’à quarante soldats. »

— Diego de Rosales
Pelantaro aurait été présent lors du siège mis par Anganamón devant la ville de Villarrica entre mai et juin 1599. De même, il joua un rôle dans l’attaque contre Osorno les 19 et 20 janvier 1600, où il serait accouru aux côtés d’Anganamón avec cinq mille hommes, mais, s’avisant que la résistance allait être plus forte que prévu, « il ordonna, après s’être retiré de là momentanément, aux Indiens de la région de se diviser en groupes pour harceler ceux du village et les empêcher de prendre les récoltes [...] ». 
Il gardait en sa précieuse possession, en guise de trophée de guerre, les crânes de Pedro de Valdivia et de Martín Óñez de Loyola, et les utilisait comme récipient de chicha (boisson fermentée à base de maïs), avant de les céder en signe de pacification en 1608.

« Ces fêtes étaient rendues plus joyeuses par la multitude des dépouilles, des armes d’acier, des épées larges, des cottes de mailles, des lances et des chevaux de qualité et de prix qu’ils avaient capturés, chacun se glorifiant et faisant ostentation du butin qu’il avait pris, et faisant montre de magnificence auprès des parents et amis, partageant ce qu’il avait pillé [...] (Pelantaro invita à trinquer) [...] de sa chicha, tendant sur le sol des tapis, des couvre-lits, des couvertures et des tentures de soie qu’il avait enlevés aux Espagnols, et présentant, par-dessus les nappes et serviettes, les victuailles, non pas, comme ils en avaient coutume avant, dans des plats de bois et la boisson dans des cruches de la même matière, que dans leur langue ils appelaient malues, mais dans les plats et les plateaux, et la boisson dans les cruches et les présentoirs dorés, choisis parmi les nombreux objets qu’ils avaient pris au Gouverneur et aux capitaines. Et ses Indiens, parés des costumes d’apparat, des bijoux et des breloques du Gouverneur et des autres Espagnols [...], exhibaient toutes les richesses du butin. »

— Diego de Rosales
À la suite de ce désastre, le successeur au poste de gouverneur, Alonso de Ribera, se résigna à redéfinir la frontière et prit plusieurs initiatives propres à lancer la dénommée Guerre défensive, telle qu’imaginée par le père jésuité Luis de Valdivia. Le désastre de Curalaba mit fin à la période appelée, dans l’historiographie chilienne, conquête du Chili.

## Capture par les Espagnols
Pelantaro fut capturé en 1616 par le maître de camp Ginés de Lillo et incarcéré, semble-t-il dans le fort de Lebu, pendant un an et demi, jusqu’à la mort de Ribera. Le successeur de celui-ci, Fernando Talaverano Gallegos, le remit en liberté dans le vain espoir d’obtenir la paix.